# 山形南郵便局
山形南郵便局（やまがたみなみゆうびんきょく）は山形県山形市白山にある郵便局。民営化前の分類では集配普通郵便局であった。

## 概要
山形県の特産品であるさくらんぼを全国に配送する『さくらんぼゆうパック』の出発式が行われる局である。出発式はさくらんぼの出荷シーズンである6月に行われ、局長挨拶、テープカットなどのセレモニーの後、さくらんぼゆうパックを積み込んだトラックの第一便が出発する。このトラック便はさくらんぼ専用であり、1972年（昭和47年）から導入されている。

## 出張所（局外設置ATM）
管轄はゆうちょ銀行仙台支店。
- ヨークベニマル成沢店内出張所
- イオン山形南店内出張所

## 沿革
- 1997年（平成9年）9月1日 - 山形南郵便局として開局。同時に山形中央郵便局から地域区分局業務を移管。また金井郵便局（〒990-23xx）の集配業務全部と、柏倉郵便局および村木沢郵便局のそれぞれ集配業務の一部[注釈 1]を移管される[1]。
- 1999年（平成11年） - 外国通貨の両替および旅行小切手の売買に関する業務取扱を開始。
- 2007年（平成19年）10月1日 - 民営化に伴い、併設された郵便事業山形南支店に一部業務を移管。
- 2012年（平成24年）10月1日 - 日本郵便株式会社発足に伴い、郵便事業山形南支店を山形南郵便局に統合。

## 取扱内容
- 郵便、印紙、ゆうパック、内容証明
- 貯金、為替、振替、振込、国際送金、国債、投資信託
- 生命保険、バイク自賠責保険、自動車保険、変額年金保険、がん保険、引受条件緩和型医療保険
- ゆうちょ銀行ATM
- 郵便番号の上2桁が99の地域あての郵便物を配達局ごとに区分する業務[2]（地域区分局）
- 山形市内の一部地域（〒990-23xx～24xx・990-95xx～97xx）の集配業務
- ゆうゆう窓口

## 周辺
- テレビユー山形放送センター
- イオンモール山形南
- 山形大学医学部附属病院
- 山形信用金庫本店

## アクセス
- JR山形新幹線・奥羽本線（山形線） 山形駅から南へ約2.8km（徒歩約35分）
- 山交バス TUY通り停留所下車
- 東北中央自動車道 山形中央ICから南東へ、また山形自動車道 山形蔵王ICから南西へそれぞれ約6km
- 駐車場あり：28台